# Руднєв Анатолій Юхимович
Анатолій Юхимович Руднєв (нар. 8 серпня 1939, місто Маріуполь, тепер Донецької області) — український радянський діяч, новатор металургійного виробництва, начальник стана «3000» листопрокатного цеху Ждановського (Маріупольського) металургійного комбінату імені Ілліча Донецької області. Кандидат в члени ЦК КПУ в 1986—1990 р.

## Біографія
У 1970-х—1980-х рр. — начальник стана «3000» листопрокатного цеху Ждановського металургійного комбінату імені Ілліча Донецької області.
Член КПРС. Новатор виробництва, автор багатьох раціоналізаторських вдосконалень та винаходів у галузі металургії.
Потім — на пенсії у місті Маріуполі.

## Нагороди
- ордени
- медалі